# Liste des évêques de Hildesheim
Pour un article plus général, voir Diocèse de Hildesheim.

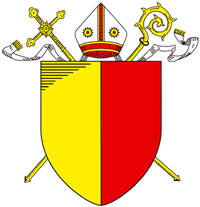
Armes de l'évêché de Hildesheim.

La liste des évêques de Hildesheim recense les noms des évêques catholiques qui se sont succédé sur le siège épiscopal de Hildesheim en Allemagne, depuis la fondation du diocèse de Hildesheim au début du IXe siècle.

## Liste des évêques de Hildesheim
- 815?-834? : Gunthar
- 834?-845 : Rembert
- 845-851 : Ebon de Reims
- 851-874 : Altfrid
- 874-880 : Markward
- 880-903/908 : Wigbert
- 903/908-919 : Waldbert
- 919-928 : Sehard
- 928-954 : Diethard (de)
- 954-984 : Othwin
- 985-989 : Osdag
- 990-992 : Gerdag
- 993-1022 : Bernward
- 1022-1038 : Godehard
- 1038-1044 : Thietmar
- 1044-1054 : Azelin
- 1054-1079 : Hezilo
- 1079-1114 : Udo de Gleichen-Reinhausen
- 1115-1119 : Bruning
- 1119-1130 : Berthold Ier d'Alvensleben
- 1130-1153 : Bernard Ier (de)
- 1153-1161 : Bruno
- 1162-1170 : Hermann
- 1171-1190 : Adelog
- 1190-1194 : Berno
- 1194-1199 : Conrad Ier de Querfurt
- 1199-1216 : Hartbert
- 1216-1221 : Siegfried Ier de Lichtenberg
- 1221-1246 : Conrad II de Riesenberg
- 1246-1257 : Henri Ier de Wernigerode
- 1257-1260 : Jean Ier de Brakel
- 1260-1279 : Othon Ier de Brunswick-Lunebourg
- 1279-1310 : Siegfried II de Querfurt
- 1310-1318 : Henri II de Woldenberg
- 1319-1331 : Othon II de Woldenberg
- 1331-1363 : Henri III de Brunswick-Lunebourg
  - 1331-1346 : Eric de Schaumbourg, en opposition.
- 1363-1365 : Jean II Schadland
- 1365-1398 : Gerhard von Berg
- 1399-1424 : Jean III de Hoya
- 1424-1454 : Magnus de Saxe-Lauenbourg (de)
- 1454-1458 : Bernard III de Brunswick-Lunebourg
- 1458-1471 : Ernest Ier de Schauenbourg
- 1471-1481 : Henning vom Haus (de)
- 1481-1502 : Berhold II de Landsberg
- 1502-1503 : Éric II de Saxe-Lauenbourg
- 1503-1527 : Jean IV de Saxe-Lauenbourg
- 1527-1531 : Balthasar Merklin
- 1531-1537 : Othon III de Schauenbourg
- 1537-1551 : Valentin von Teutleben
- 1551-1556 : Frédéric de Danemark
- 1557-1573 : Burchard d'Oberg (de)
- 1573-1612 : Ernest II de Bavière
- 1612-1650 : Ferdinand de Bavière
- 1650-1688 : Maximilien-Henri de Bavière
- 1688-1702 : Jobst Edmund von Brabeck
- 1702-1723 : Joseph-Clément de Bavière
- 1724-1761 : Clément-Auguste de Bavière
- 1763-1789 : Friedrich Wilhelm von Westphalen
- 1789-1825 : François-Egon de Fürstenberg (de)
- 1825-1827 : Karl Klemens von Gruben (de)
- 1829-1835 : Godehard Joseph Osthaus (de)
- 1836-1840 : Franz Ferdinand Fritz (de)
- 1842-1849 : Jakob Joseph Wandt (de)
- 1850-1870 : Eduard Jakob Wedekin (de)
- 1871-1905 : Daniel Wilhelm Sommerwerck (de)
- 1906-1914 : Adolf Bertram
- 1915-1928 : Joseph Ernst (de)
- 1929-1933 : Nikolaus Bares (de)
- 1934-1956 : Joseph Godehard Machens (de)
- 1957-1982 : Heinrich Maria Janssen (de)
- 1983-2004 : Josef Homeyer
- 2006-2017 : Norbert Trelle
- depuis 2018 : Heiner Wilmer, S.C.I